# Thomas Adès
Thomas Adès (født 1. marts 1971 i London) er en engelsk komponist og pianist.

## Historie
Adès studerede klaver og komposition på Guildhall School of Music and Drama ved Paul Berkowitz og Robert Saxton. Senere startede han på King's College i Cambridge ved Alexander Goehr og Robin Holloway.
I 2004 blev han udnævnt til professor i komposition ved Royal Academy of Music i London. Adés har skrevet kammersymfonier, orkesterværker, kammermusik, klaverstykker etc. 
Han blev tildelt den danske Léonie Sonnings Musikpris i 2015.

## Udvalgte værker
- Kammersymfoni nr. 1 (1990) - for kammerorkester
- "5 Eliot Landskaber" (1990) - for sopran og klaver
- "Stadig sørgende" (1991-1992) -  for klaver
- Kammersymfoni nr. 2  (1993) - for orkester
- "Levende legetøj" (1993) -  for et ensemble
- "Pulver hendes ansigt" (1994-1995) - opera
- "Asyl" - (1997) (Nomineret til Mercury Music Prize 1999) - for orkester
- "Stormen" (2003-2004) - opera